# Mai-Mai
El término Mai-Mai (o también Mayi-Mayi) es utilizado en general para referirse a una gran variedad de grupos de milicianos de la República Democrática del Congo, que actuaron durante la segunda guerra del Congo. Buena parte de ellos fueron creados tanto para resistir la invasión de las tropas de Ruanda y sus aliados, cómo para dedicarse al pillaje y al saqueo dentro de la zona devastada por el conflicto. Pese a que este tipo de milicia irregular ya existía con anterioridad en las provincias de Kivu (especialmente entre las minorías Batembo y Bebembe), la inestabilidad imperante ha promovido la formación de nuevos grupos. Los Mai-Mai (tanto individual como colectivamente) permanecieron al margen del Acuerdo de Lusaka que puso fin a la guerra, y una vez que descendió la intensidad del conflicto se alzaron como uno de los grupos más poderosos de la zona. Como resultado, gran parte de los problemas de violencia que han convulsionado el país desde el término formal de la guerra ha sido producto de la intervención de estos grupos armados.
Dentro de la categoría de Mai-Mai pueden considerarse a las fuerzas establecidas por los señores de la guerra locales, al igual que los dirigidos por líderes tribales tradicionales, jefes de aldeas y movimientos guerrilleros de resistencia. Producto de su gran variedad y volubilidad, estos pequeños ejércitos tendieron a aliarse indistintamente con fuerzas del gobierno de Laurent y Joseph Kabila, al igual que las tropas invasoras de Ruanda, Uganda y todos los demás intervinientes en el conflicto. La mayor actividad de estos se concentra en las provincias de Kivu del Norte y Kivu del Sur, bajo la protección de la coalición dirigida por el Ejército de Ruanda y sus aliados de la Asamblea por la Democracia Congolesa (ADC-Goma). 

## Mai-Mai en Kivu del Norte y Sur

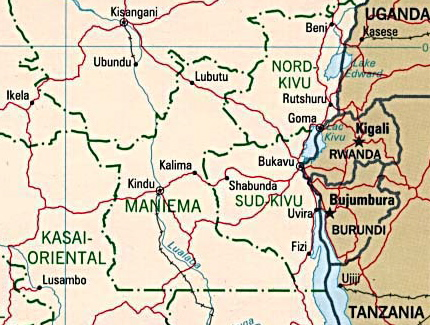
Congo central y oriental.

De acuerdo con un informe de las Naciones Unidas de  2001, entre 20.000 y 30.000 Mai-Mai se encontraban actuando en las dos provincias de Kivu. De todos estos grupos, los más organizados estaban bajo el mando de los generales Padiri y Dunia. Apoyados por el gobierno central de Kinshasa con dinero y armas, estos grupos son considerados por la mayoría de los milicianos como los líderes (aunque no comandantes) de ellos.
Un número menor de estos grupos como el Mudundu 40/Front de Résistance et de Défense du Kivu (FRDKI) y Mouvement de Lutte contre l'Agression au Zaïre/Forces Unies de Résistance Nationale contre l'Agression de la Républíque Démocratique du Congo (MLAZ/FURNAC) han sido sorprendidos colaborando con las tropas de Ruanda y sus aliados.
En Kivu del Sur, las milicias se han concentrado especialmente alrededor de Walungu y Bunyakiri, al sur del lago Kivu, alrededor de la ciudad de Uvira y Mwenaga al norte del lago Tanganyika, y al sur y en los alrededores de Fizi y Shabunda, entre la frontera con Ruanda y Kindu. 
En Kivu del Norte se concentran en los alrededores de Walikale y Masisi, al norte de la ciudad de Goma.

## Presencia fuera de Kivu
Hay una gran presencia de milicianos Mai-Mai en Maniema, en particular en las cercanías de Kindu y Kalima. La antigua provincia de Oriental (hoy dividida en Ituri, Alto Uele, Tshopo y Bajo Uele) es también residencia de estos grupos, aunque se han concentrados en disputas étnicas.